# Распределение Больцмана

Фактор (вертикальная ось) как функция температуры для нескольких разностей энергии.

В статистической механике и математике распределение Больцмана (реже также называемое распределением Гиббса) — это распределение вероятностей, или вероятностная мера, которая показывает вероятность {\displaystyle p_{i}} пребывания системы в определённом {\displaystyle i}-м состоянии в зависимости от энергии {\displaystyle \varepsilon _{i}} этого состояния и от температуры {\displaystyle T} системы. Распределение выражается в виде
{\displaystyle p_{i}\propto e^{-{\frac {\varepsilon _{i}}{kT}}}},
где {\displaystyle k} — постоянная Больцмана, а символ {\textstyle \propto } означает пропорциональность.
Термин «система» здесь имеет очень широкое значение — от одиночного атома до огромной макроскопической системы, которой может являться, например, резервуар для хранения природного газа. Благодаря этому распределение Больцмана применимо к решению очень широкого круга задач.

## Вводные замечания
Распределение названо в честь Л. Больцмана, сформулировавшего его в 1868 году при исследовании статистической механики газов, находящихся в тепловом равновесии. Статистическая работа Больцмана возникла из его статьи «О связи между второй фундаментальной теоремой механической теории тепла и вероятностными расчётами, касающимися условий теплового равновесия». Позднее, в 1902 году, распределение в его современной общей форме для систем с переменным числом частиц подробно исследовал Гиббс.
Обобщённое распределение Больцмана является достаточным и необходимым условием эквивалентности определений энтропии в статистической механике (формула энтропии Гиббса {\displaystyle S=-k\sum p_{i}\ln p_{i}}) и в термодинамике ({\displaystyle dS=\delta Q/T}; {\displaystyle \delta Q} - элементарное количество теплоты, полученное термодинамической системой в бесконечно малом процессе, плюс фундаментальное термодинамическое соотношение).
Распределение Больцмана не следует путать с распределением Максвелла — Больцмана. Первое представляет собой распределение по состояниям и даёт вероятность того, что система будет находиться в конкретном состоянии в зависимости от его энергии, второе же характеризует плотность распределения частиц идеального газа по скоростям и координатам.

## Анализ распределения
Распределение Больцмана — это дискретное распределение, дающее вероятность реализации определённого состояния как функцию энергии этого состояния и температуры системы. Оно записывается:
{\displaystyle p_{i}={\frac {1}{Z}}}{e^{-{\varepsilon }_{i}/kT}={\frac {e^{-{\varepsilon }_{i}/kT}}{\sum _{j=1}^{M}{e^{-{\varepsilon }_{j}/kT}}}}}
где {\displaystyle p_{i}} — вероятность состояния {\displaystyle i}, {\displaystyle \varepsilon _{i}} — энергия состояния {\displaystyle i}, {\displaystyle k} — постоянная Больцмана, {\displaystyle T} — температура, а {\displaystyle M} — количество всех состояний, доступных для рассматриваемой системы. Нормировочный знаменатель {\displaystyle Z} — это каноническая статистическая сумма
{\displaystyle Z={\sum _{i=1}^{M}{e^{-{\varepsilon }_{i}/kT}}}}.
Её присутствием обеспечивается равенство суммы вероятностей реализации всех доступных состояний единице.
Распределение Больцмана максимизирует энтропию
{\displaystyle H(p_{1},p_{2},\cdots ,p_{M})=-\sum _{i=1}^{M}p_{i}\ln p_{i}}
при условии, что {\textstyle {\sum {p_{i}\varepsilon _{i}}}} равно определённому среднему значению энергии (это доказывается с использованием метода множителей Лагранжа).
Статсумму можно вычислить, если известны энергии состояний, доступных для рассматриваемой системы. Для атомов значения статистической суммы можно найти в базе данных атомных спектров NIST.
Распределение Больцмана показывает, что состояния с более низкой энергией всегда имеют более высокую вероятность быть занятыми, чем состояния с более высокой энергией. Оно также даёт отношение вероятностей занятия состояний {\displaystyle i} и {\displaystyle j} (см. рис. вверху):
{\displaystyle {\frac {p_{i}}{p_{j}}}=e^{({\varepsilon }_{j}-{\varepsilon }_{i})/kT}},
где {\displaystyle p_{i}} и {\displaystyle p_{j}} — вероятности реализации состояний {\displaystyle i} и {\displaystyle j}, соответственно, а {\displaystyle \varepsilon _{i}} и {\displaystyle \varepsilon _{j}} — энергии этих состояний.
Распределение Больцмана используется для описания распределения частиц, например атомов или молекул, по доступным им энергетическим состояниям. В системе, состоящей из большого числа частиц, вероятность того, что частица находится в состоянии {\displaystyle i}, практически равна вероятности того, что, выбрав случайную частицу из этой системы и проверив её состояние, мы обнаружим, что она находится в состоянии {\displaystyle i}. Эта вероятность равна доле частиц, находящихся в состоянии {\displaystyle i}, то есть количеству частиц {\displaystyle N_{i}} в состоянии {\displaystyle i}, делённому на общее количество частиц {\displaystyle N} в системе:
{\displaystyle p_{i}={\frac {N_{i}}{N}}}.
Можно использовать распределение Больцмана, чтобы найти эту вероятность, которая, как мы видели, равна доле частиц, находящихся в состоянии {\displaystyle i}. Таким образом, уравнение, которое даёт долю частиц в состоянии {\displaystyle i} как функцию энергии этого состояния, имеет вид
{\displaystyle {\frac {N_{i}}{N}}={\frac {e^{-{\varepsilon }_{i}/kT}}{\sum _{j=1}^{M}{e^{-{\varepsilon }_{j}/kT}}}}}
Это уравнение имеет важное значение в спектроскопии, где наблюдают спектральные линии атомов или молекул, связанные с переходами из одного состояния в другое. Для того, чтобы переход был возможен, должны быть частицы в первом состоянии, способные совершить этот переход. Выполняется ли это условие, можно понять, найдя долю частиц в первом состоянии. Если это количество пренебрежимо мало, то при температуре, для которой проводился расчет, переход, скорее всего, наблюдаться не будет. В общем, большая доля молекул в первом состоянии означает большее количество переходов во второе состояние, то есть более сильную спектральную линию. Однако есть и другие факторы, которые влияют на интенсивность спектральной линии, например, вызвана ли она разрешённым или запрещённым переходом.
Распределение Больцмана связано с функцией softmax, используемой в машинном обучении.